# 5. století
5. století je období mezi 1. lednem 401 a 31. prosincem 500 našeho letopočtu. Jedná se o páté století prvního tisíciletí.

## Významné události

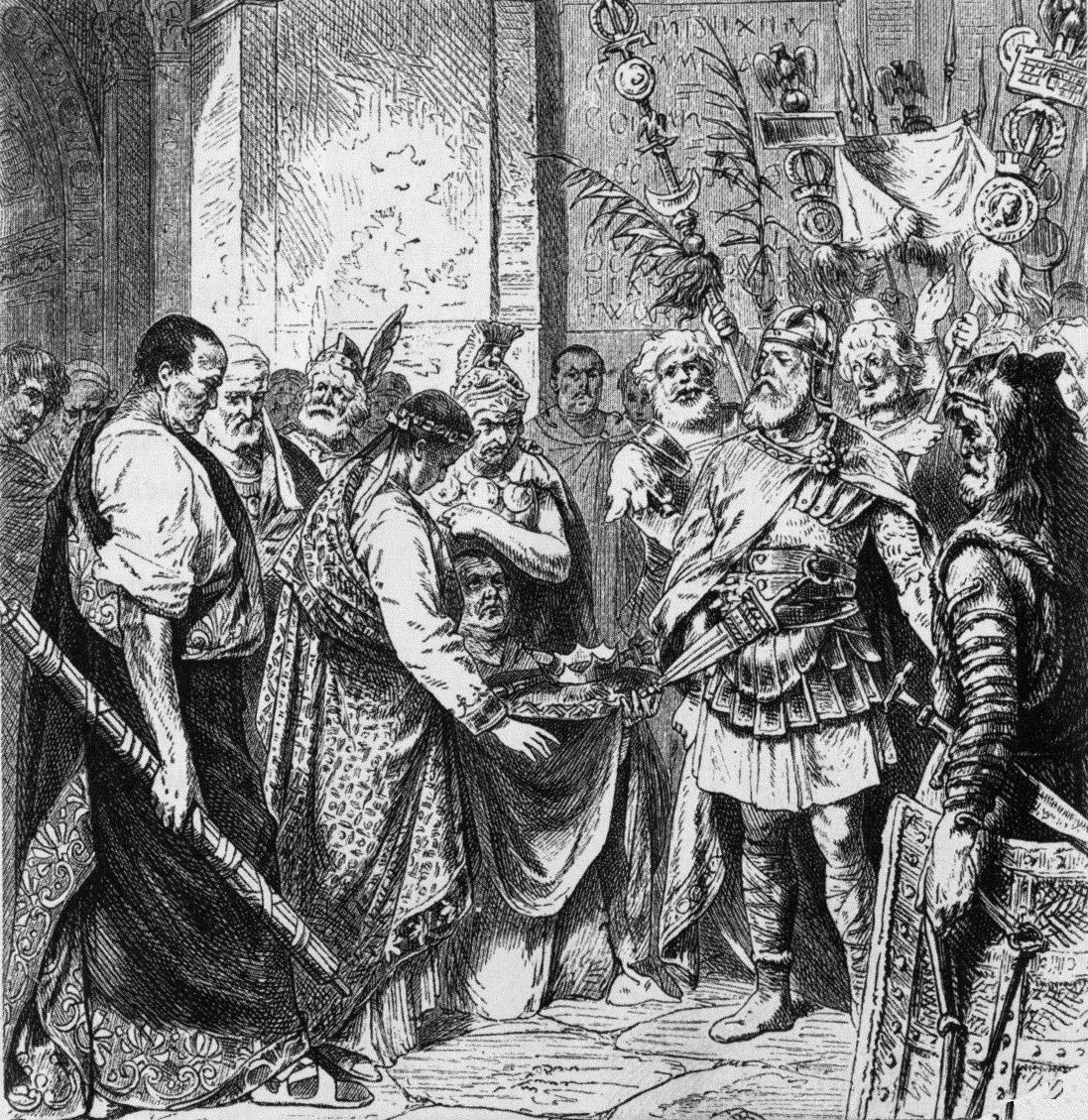
Romulus Augustus odevzdávající římskou korunu Odoakerovi – kresba z 19. století

- 31. prosince 406 překročili Vandalové, Svébové a Alani zamrzlý Rýn, porazili Franky v bitvě u Mohuče a vtrhli do římské Galie.
- 407 opustili Británii zbývající římská vojska vedená uzurpátorem Konstantinem III.
- 409 založili Svébové své království na Pyrenejském poloostrově.
- 410 dobylo vizigótské vojsko vedené Alarichem I. Řím.
- 413 začal Augustin z Hippa tvořit své dílo O Boží obci.
- 22. června – 10. července 431 proběhl Efezský koncil.
- 439 dobyli Vandalové Kartágo.
- 20. června 451 byli Hunové poraženi Římany a jejich spojenci v bitvě na Katataunských polích.
- 8. října – 1. listopadu 451 proběhl Chalkedonský koncil.
- 454 porazila koalice germánských kmenů armádu Hunů v bitvě u Nedao. Tato porážka předznamenala zánik hunské říše.
- 455 vyplenili Vandalové vedení Geiserichem Řím.
- 476 byl germánským vojevůdcem Odoakerem sesazen poslední západořímský císař Romulus Augustus, čímž Západořímská říše zanikla. Tato událost bývá považována za přelom mezi starověkem a středověkem.
- 481 založil Chlodovík franskou říši.
- 496 porazili Frankové vedení Chlodovíkem Alamany v bitvě u Tolbiaka.

## Významné osobnosti

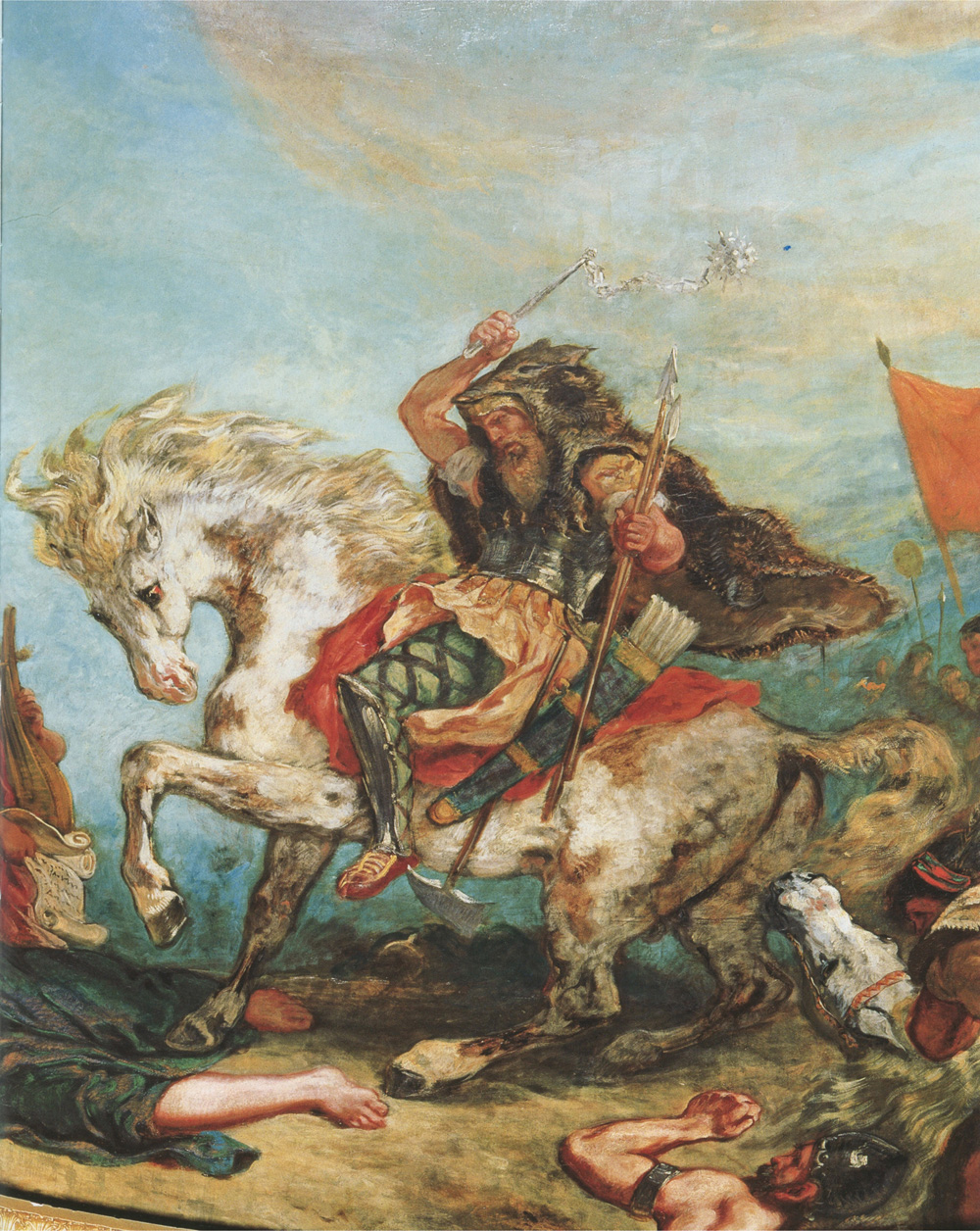
Attila – Eugène Delacroix

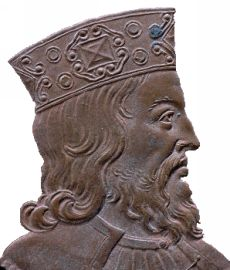
Chlodvík I.

- Aetius (cca 396 – 454) – římský vojevůdce a politik
- Alarich I. (cca 370 – 410) – vizigótský král
- Attila (?–453) – král Hunů přezdívaný Bič Boží
- Augustin z Hippa (354–430) – biskup, učitel církve a světec
- Bahrám V. (406–438) – perský král z dynastie Sásánovců
- Bódhidharma – indický buddhistický mnich
- Cyril Alexandrijský (376–444) – alexandrijský patriarcha a učitel církve
- Fa-sien (337–422) – čínský buddhistický mnich a cestovatel
- Geiserich (cca 389 – 477) – král Vandalů a Alanů
- Gelasius I. (?–496) – papež a světec
- Hypatia z Alexandrie (350/370–415/416) – novoplatonská filosofka a matematička
- Chlodvík I. (cca 465 – 511) – zakladatel franské říše
- Jan Kassián (cca 360 – 430/435) – mnich a spisovatel
- Jan Zlatoústý (347/349 – 407) – konstantinopolský arcibiskup a učitel církve
- Jazdkart I. (?–420) – perský král z dynastie Sásánovců
- Svatý Jeroným (cca 347 – 420) – teolog, spisovatel, učitel církve a světec
- Kálidása – indický básník a dramatik
- Lev I. Veliký (cca 400 – 461) – papež
- Mesrop Maštoc (cca 362 – 440) – mnich, teolog a tvůrce arménské abecedy
- Nestorios (cca 381 – cca 451) – konstantinopolský patriarcha označovaný za zakladatele nestoriánství
- Svatý Patrik – mnich a misionář
- Pelagius (360 – cca 418) – mnich, asketik a zakladatel pelagianismu
- Ricimer (cca 405 – 472) – římský vojevůdce germánského původu
- Romulus Augustus (cca 461 – ?) – poslední císař Západořímské říše
- Theodorich Veliký (453–526) král Ostrogótů
- Tyrannius Rufinus (340/345–410) – římský historik a teolog